# Thinornis
Thinornis (лат.) — род птиц семейства ржанковых (Charadriinae). В состав рода включают два эндемичных вида.

## Классификация
Род был выделен английским зоологом Джорджем Робертом Греем в 1844 году для единственного вида Thinornis rossii, предположительно с Оклендских островов. Позднее было показано, что описанный экземпляр является молодью новозеландского зуйка с неверно зарегистрированным местоположением.

## Виды
В состав рода включают два вида:
- Thinornis cucullatus — Капюшоновый зуёк — эндемик Австралии
- Thinornis novaeseelandiae  — Новозеландский зуёк — эндемик Новой Зеландии